# Groove Coverage
Groove Coverage je nemška glasbena skupina, ki jo sestavljata pevka Mell in DJ Novus. Svetovno slavo sta si prislužila s pesmimi The End, Poison in Oldfieldove Moonlight Shadow. Poleg tega sta izdala tudi zelo dobro prodajani plošči Covergirl in 7 years and 50 days.
Groove Coverage je ena najuspešnejših evropskih dance projektov zadnjih let. Zasedba je dosegla velik uspeh ne le doma v Nemčiji, temveč po vsej Evropi, dobro pa jih poznajo tudi v ZDA, v Aziji ter v Južni Afriki. Njihove najuspešnejše pesmi so Poison, Moonlight shadow, God is a girl, The End, Runaway ... 